# Bavia
Bavia es un género de arañas.

## Especies
- Bavia aericeps Simon, 1877
- Bavia albolineata Peckham & Peckham, 1885
- Bavia capistrata (C. L. Koch, 1846)
- Bavia decorata (Thorell, 1890)
- Bavia fedor Berry, Beatty y Prószyński, 1997
- Bavia gabrieli Barrion, 2000
- Bavia hians (Thorell, 1890)
- Bavia intermedia (Karsch, 1880)
- Bavia maurerae (Freudenschuss y Seiter, 2016))
- Bavia nessagyna Maddison, 2020
- Bavia planiceps (Karsch, 1880)
- Bavia sexpunctata (Doleschall, 1859)
- Bavia sinoamerica Lei y Peng, 2011
- Bavia valida (Keyserling, 1882)